# Жан де Ля Амелине, Жак-Феликс
Жак Феликс Жан де ля Амелине (фр. Jacques Félix Jan de la Hamelinaye; 1769–1861) — французский военный деятель, дивизионный генерал (1814 год), барон (1811 год), участник революционных и наполеоновских войн. Имя генерала выбито на Триумфальной арке в Париже.

## Биография
Родился в семье адвоката, сенешаля Монтобана и заместителя интенданта Бретани Жака Жозефа Франсуа Жана де ля Амелине (фр. Jacques Joseph François Jan de la Hamelinaye; 1739–1794) и его первой супруги Петрониллы Жанны Гле де Порт (фр. Pétronille Jeanne Gle des Portes; 1740–1781).
Начал военную службу 12 октября 1791 года в звании младшего лейтенанта 36-го пехотного полка. Участвовал в кампании 1792 года под началом генерала Кюстина. В 1794 году произведён в капитаны 71-й пехотной полубригады. Находясь в рядах войск генерала Журдана, отличился при переправе через Роэр. Мост, устроенный для прохода войск, оказался слишком коротким, и его унесло течением, но Жак-Феликс вместе с 50 солдатами бросился в воду, преодолел реку вплавь и штыковой атакой выбил неприятеля с позиции. 26 июля 1799 года получил звание командира батальона 92-й полубригады линейной пехоты. 27 ноября 1799 года стал адъютантом генерала Бернадотта. 16 мая 1800 года возвратился к службе в 92-й полубригаде, отличился в бою при Блауберене.
5 июня 1800 года был произведён в полковники штаба, и назначен начальником штаба дивизии генерала Суама, входившей в корпус генерала Брюнто де Сен-Сюзанна. С 14 октября 1801 года оставался без служебного назначения, но уже 14 декабря того же года назначен начальником штаба 14-го военного округа.
8 октября 1803 года зачислен в военный лагерь Компьена в качестве начальника штаба пехотной дивизии генерала Луазона. С 29 августа 1805 года его дивизия входила в состав 6-го армейского корпуса маршала Нея Великой Армии. В кампании 1805 года сражался при Гюнцбурге, Эльхингене, Люташе и Шарнице. 5 октября 1806 года определён в штаб 1-го армейского корпуса. С 24 февраля 1807 года по 11 июня 1809 года вновь исполнял обязанности первого адъютанта маршала Бернадотта. Участвовал в Австрийской кампании 1809 года. 12 июня 1809 года был произведён Императором в бригадные генералы за отличие в сражении при Линце. В новом звании принял участие в сражении 5-6 июля 1809 года, где во главе трёх саксонских батальонов должен был атаковать деревню Ваграм. Уже захватив несколько сотен пленных и три орудия, Амелине оказался между огнём возвращавшихся в Ваграм врагов и второй саксонской бригады, которая по ошибке атаковала его с тыла. Генерал сумел собрать свои войска под таким смертоносным огнём, потеряв убитой свою лошадь, и с честью отступил с этой роковой позиции.
24 августа 1809 года возглавил пехотную бригаду в составе 3-го армейского корпуса. 3 мая 1810 года перешёл на службу Неаполитанского королевства, командовал бригадой дивизии генерала Ламарка в Калабрии. Затем успешно оборонял побережье от Шиллы до Реджо и вынудил британскую флотилию оставить порт Мессины. В апреле 1811 года переведён в Пьяченцу.
В июне 1811 года направлен на Пиренейский полуостров, и в сентябре зачислен в дивизию Ламарка. 27 мая 1812 года стал начальником штаба Армии Каталонии генерала Декана. 2 ноября 1813 года возглавил 1-ю бригаду 4-й пехотной дивизии Арагонской армии. После возвращения во Францию занял 28 декабря 1813 года пост начальника штаба 3-й пехотной дивизии 11-го армейского корпуса. 11 января 1814 года стал командиром резервной бригады в Париже.
13 января 1814 года повышен до дивизионного генерала. 17 января 1814 года получил под своё начало 2-ю резервную дивизию в Париже. 14 февраля 1814 года оставил службу из-за острой болезни. По приказу военного министра генерала Кларка, не долечившись, вынужден был занять пост коменданта Орлеана, где под его началом было 4000 старых солдат и 100 пушек.
При первой Реставрации назначен в июне 1814 года командующим департамента Майен. Во время «Ста дней» он находился под командованием герцога Бурбонского и не отказался от королевского дела. Он даже приложил большие усилия, чтобы удержать свои войска в повиновении, но Наполеон одержал победу, и 24 марта Амелине подчинился. Сначала он остался без работы. Только 24 мая его отправили в качестве командующего 22-го военного округа в Туре. 12 июля он приказал войскам вернуть белую кокарду, а на следующий день, когда в Тур прибыли другие войска и безработные офицеры, он столкнулся с величайшей опасностью, и его жизнь долгое время находилась под угрозой. Он попытался собрать Национальную гвардию, но безуспешно. Надеясь остановить беспорядки, он позволяет генералу Николя вернуть трёхцветную кокарду. На следующий день он уехал из Тура к военному министру. Король одобрил его поведение, и министр отправил его обратно в Тур, где он оставался до 10 ноября и занимался расформированием девяти полков. Возведён в ранг виконта и графа в 1827 и 1829 годах. 15 сентября 1830 года определён в резерв и 2 декабря 1832 года вышел в отставку.
Умер 14 апреля 1861 года в Ренне в возрасте 92 лет.

## Воинские звания
- Младший лейтенант (12 октября 1791 года);
- Капитан (1794 год);
- Командир батальона (26 июля 1799 года);
- Полковник штаба (5 июня 1800 года);
- Бригадный генерал (12 июня 1809 года);
- Дивизионный генерал (13 января 1814 года).

## Титулы
- Шевалье Империи (фр. chevalier de l’Empire; патент подтверждён 15 августа 1810 года);
- Барон Жан де ля Амелине и Империи (фр. baron Jan de La Hamelinaye et de l'Empire; патент подтверждён 4 января 1811 года)[2].

## Награды
Легионер ордена Почётного легиона (11 декабря 1803 года)
 Офицер ордена Почётного легиона (14 июня 1804 года)
 Кавалер военного ордена Святого Людовика (29 июля 1814 года)
 Коммандор ордена Почётного легиона (23 августа 1814 года)
 Великий офицер ордена Почётного легиона (1820 год)
 Коммандор военного ордена Святого Людовика (1821 год)